# Ernest Bertrand
Ernest Bertrand PC KC (* 15. Dezember 1888 in Somerset, Québec; † 11. Oktober 1958) war ein kanadischer Jurist und Politiker der Liberalen Partei Kanadas, der Minister im  16. kanadischen Kabinett von Premierminister William Lyon Mackenzie King sowie im 17. Kabinett von Premierminister Louis Saint-Laurent sowie mehrere Jahre lang Beigeordneter Richter am Appellationsgericht von Québec war.

## Leben
Bertrand absolvierte nach dem Schulbesuch zunächst ein grundständiges Studium, das er mit einem Bachelor of Arts beendete. Ein anschließendes Studium der Rechtswissenschaften schloss er mit einem Bachelor of Laws (LL.B.) ab und nahm nach der anwaltlichen Zulassung eine Tätigkeit als Rechtsanwalt auf. 1915 trat er während des Ersten Weltkrieges seinen Militärdienst in der Canadian Army an, wurde aber kurz darauf während der militärischen Ausbildung so erheblich verletzt, dass er wieder ausgemustert wurde und wieder als Rechtsanwalt arbeitete. Für seine anwaltlichen Verdienste wurde er später zum Kronanwalt (King’s Counsel) ernannt.
Als Kandidat der Liberalen Partei wurde Bertrand bei der Wahl vom 14. Oktober 1935 erstmals zum Mitglied des Unterhauses gewählt und vertrat in diesem bis zu seinem freiwilligen Mandatsverzicht am 23. August 1949 den in Québec gelegenen Wahlkreis Laurier. Während seiner Parlamentszugehörigkeit war er vom 7. November 1940 bis zum 21. Januar 1942 Vorsitzender des Ständigen Unterhausausschusses für Eisenbahnen, Kanäle und Telegrafenleitungen. 
Am 7. Oktober 1942 wurde Bertrand von Premierminister William Lyon Mackenzie King zum Fischereiminister in das 16. kanadische Kabinett berufen. Zugleich fungierte er zwischen dem 27. Januar 1944 bis zum 31. Januar 1945 als Vorsitzender eines Unterhaus-Sonderausschusses für die sogenannten Defence of Canada Regulations, einer Reihe von Regelungen, die zur Sicherstellung der Verteidigungs- und Kriegsbereitschaft Kanadas zu Beginn des Zweiten Weltkrieges aufgrund des War Measures Act erlassen wurden.
Im Rahmen einer Regierungsumbildung wurde er am 29. August 1945 von Premierminister King zum Postminister ernannt und übte dieses Ministeramt auch in dem am 15. November 1948 von Premierminister Louis Saint-Laurent gebildeten 17. Kabinett biss zu seinem Rücktritt am 23. August 1949 aus. Daneben fungierte er zwischen dem 14. August und dem 1. September 1947 als geschäftsführender Fischereiminister.
Nachdem er zum Beigeordneten Richter am Appellationsgericht von Québec (dem damaligen Cour du Banc de la Reine) berufen worden war, trat Bertrand am 23. August 1949 als Bundesminister zurück und verzichtete auch auf sein Unterhausmandat. Das Richteramt bekleidete er bis zu seinem Tod.